# Grand Forks County
Das Grand Forks County ist ein County im US-amerikanischen Bundesstaat North Dakota. Im Jahr 2010 hatte das County 66.861 Einwohner und eine Bevölkerungsdichte von 18 Einwohnern pro Quadratkilometer. Der Verwaltungssitz (County Seat) ist Grand Forks.

## Geografie
Das County liegt im Nordosten North Dakotas am Westufer des Red River of the North, der die Grenze zu Minnesota bildet. Es hat eine Fläche von 3729 Quadratkilometern, wovon 5 Quadratkilometer Wasserfläche sind. Der Turtle River durchfließt das County in West-Ost-Richtung von der Quelle bis zu seiner Mündung in den Red River. An das Grand Forks County grenzen folgende Nachbarcountys:
|               | Walsh County                |                         |
| Nelson County |                             | Polk County (Minnesota) |
|               | Steele County Traill County |                         |

## Geschichte
Das Grand Forks County wurde 1873 gebildet. Benannt wurde es nach der Stadt Grand Forks, welche nach ihrer Lage am Zusammenfluss des Red Lake River und des Red River of the North benannt wurde.
67 Bauwerke und Stätten des Countys sind insgesamt im National Register of Historic Places eingetragen (Stand 24. März 2018).

## Demografische Daten
Nach der Volkszählung im Jahr 2010 lebten im Grand Forks County 66.861 Menschen in 26.760 Haushalten. Die Bevölkerungsdichte betrug 18 Einwohner pro Quadratkilometer. In den 26.760 Haushalten lebten statistisch je 2,33 Personen.
Ethnisch betrachtet setzte sich die Bevölkerung zusammen aus 90,5 Prozent Weißen, 2,5 Prozent Afroamerikanern, 2,7 Prozent amerikanischen Ureinwohnern, 2,0 Prozent Asiaten, 0,1 Prozent Polynesiern sowie aus anderen ethnischen Gruppen; 2,3 Prozent stammten von zwei oder mehr Ethnien ab. Unabhängig von der ethnischen Zugehörigkeit waren 3,4 Prozent der Bevölkerung spanischer oder lateinamerikanischer Abstammung.
19,4 Prozent der Bevölkerung waren unter 18 Jahre alt, 69,8 Prozent waren zwischen 18 und 64 und 10,8 Prozent waren 65 Jahre oder älter. 48,6 Prozent der Bevölkerung war weiblich.

Das jährliche Durchschnittseinkommen eines Haushalts lag bei 46.050 USD. Das Pro-Kopf-Einkommen betrug 25.807 USD. 16,7 Prozent der Einwohner lebten unterhalb der Armutsgrenze.

## Ortschaften im Grand Forks County
Citys
| - Emerado - Gilby - Grand Forks - Inkster | - Larimore - Manvel - Niagara - Northwood | - Reynolds1 - Thompson |

Census-designated place (CDP)
- Grand Forks Air Force Base

Andere Unincorporated Communities
| - Arvilla - Calspur - Hannah Junction - Honeyford - Kelly | - Kempton - McCanna - Mekinock - Merrifield - North Grand Forks | - Oakville - Ojata - Orr - Powell |

1 – teilweise im Traill County

## Gliederung
Das Grand Forks County ist neben den zehn Citys in 41 Townships eingeteilt:
| Township           | Einwohner (2010) | FIPS     |
| ------------------ | ---------------- | -------- |
| Agnes Township     | 72               | 38-00820 |
| Allendale Township | 470              | 38-01620 |
| Americus Township  | 159              | 38-02020 |
| Arvilla Township   | 338              | 38-03420 |
| Avon Township      | 78               | 38-03940 |
| Bentru Township    | 77               | 38-06100 |
| Blooming Township  | 295              | 38-07860 |
| Brenna Township    | 725              | 38-09300 |
| Chester Township   | 122              | 38-13860 |
| Elkmount Township  | 50               | 38-23180 |
| Elm Grove Township | 120              | 38-23700 |
| Fairfield Township | 117              | 38-25260 |
| Falconer Township  | 304              | 38-25540 |
| Ferry Township     | 359              | 38-26020 |

| Township              | Einwohner (2010) | FIPS     |
| --------------------- | ---------------- | -------- |
| Gilby Township        | 79               | 38-30220 |
| Grace Township        | 81               | 38-31700 |
| Grand Forks Township  | 505              | 38-32100 |
| Hegton Township       | 204              | 38-36940 |
| Inkster Township      | 139              | 38-40020 |
| Johnstown Township    | 79               | 38-40940 |
| Lakeville Township    | 69               | 38-44060 |
| Larimore Township     | 117              | 38-45060 |
| Levant Township       | 58               | 38-46180 |
| Lind Township         | 62               | 38-46820 |
| Logan Center Township | 44               | 38-47580 |
| Loretta Township      | 50               | 38-48100 |
| Mekinock Township     | 2535             | 38-51980 |
| Michigan Township     | 139              | 38-52620 |

| Township               | Einwohner (2010) | FIPS     |
| ---------------------- | ---------------- | -------- |
| Moraine Township       | 66               | 38-54300 |
| Niagara Township       | 72               | 38-56820 |
| Northwood Township     | 138              | 38-58340 |
| Oakville Township      | 200              | 38-58900 |
| Pleasant View Township | 138              | 38-63300 |
| Plymouth Township      | 68               | 38-63380 |
| Re Township            | 297              | 38-69540 |
| Strabane Township      | 98               | 38-76420 |
| Turtle River Township  | 174              | 38-80060 |
| Union Township         | 194              | 38-80740 |
| Walle Township         | 457              | 38-83140 |
| Washington Township    | 116              | 38-83740 |
| Wheatfield Township    | 74               | 38-85140 |